# Rubačka
Rozhledna Rubačka je rozhledna na bezejmenném vrcholu s kótou 585 m n. m. v lese Rubačka patřícím k obci Baliny v okrese Žďár nad Sázavou v kraji Vysočina, Nachází se mezi vesnicemi Baliny, Oslavička a Nový Telečkov. Postavena byla v roce 2009 na střeše opraveného vodojemu. Lze z ní dohlédnout do údolí řeky Oslavy a Balinky, na město Velké Meziříčí a východním či severním směrem na oblast dálnice D1.

## Umístění a dostupnost
Rozhledna je umístěna na kopci severně od spojnice obcí Oslavička a Nový Telečkov asi 800 m severozápadně od okraje Oslavičky, kam lze dojet vlakem po trati Studenec – Velké Meziříčí. Přímo k rozhledně lze také dojet automobilem nebo na bicyklu. Z Nového Telečkova je vzdálená asi 1,4 km. Obec Baliny, k níž rozhledna patří, leží asi 2 kilometry severně, ale dle mapy není s rozhlednou spojena cestní sítí.

## Popis
Rozhledna Rubačka stojí na střeše zrekonstruovaného vodojemu, jako kovová konstrukce asi 12 metrů vysoká. Dostupná je po 42 schodech, které vedou od základu vodojemu až na vyhlídkovou plošinu.